# Chloroclystis rufibasalis
Chloroclystis rufibasalis är en fjärilsart som beskrevs av W. Warren 1903. Chloroclystis rufibasalis ingår i släktet Chloroclystis och familjen mätare. Inga underarter finns listade i Catalogue of Life.